# Hijiri Onaga
Hijiri Onaga (翁長 聖 Onaga Hijiri?, Hyogo, 23 de febrero de 1995) es un futbolista japonés que juega como centrocampista en el V-Varen Nagasaki.

## Trayectoria

### Clubes
| Club                 | País  | Año       |
| -------------------- | ----- | --------- |
| V-Varen Nagasaki     | Japón | 2017-2019 |
| Omiya Ardija         | Japón | 2020-2021 |
| F. C. Machida Zelvia | Japón | 2022-2023 |
| Tokyo Verdy          | Japón | 2024-2025 |
| V-Varen Nagasaki     | Japón | 2025-     |